# Lewis Mayo
Lewis Mayo (* 19. März 2000 in Glasgow) ist ein schottischer Fußballspieler, der beim FC Kilmarnock unter Vertrag steht.

## Karriere

### Verein
Der in der schottischen Metropole Glasgow geborene Mayo kam in einem sehr jungen Alter zu den Rangers. Bis zum Jahr 2020 spielte er vorwiegend in den Jugendmannschaften des Vereins, zuletzt in der U20. Zwischen Januar und Juli 2020 wurde Mayo an den schottischen Zweitligisten Partick Thistle verliehen. Für den Verein aus dem Glasgower-Stadtteil Maryhill absolvierte er seine ersten Einsätze im Bereich der Profis, als er jeweils zu einem Spiel gegen Queen of the South, Dundee United und Dunfermline Athletic kam. Zum letztgenannten Verein wurde Mayo ab September 2020 verliehen.

### Nationalmannschaft
Lewis Mayo absolvierte im Jahr 2017 sechs Spiele in der schottischen U17-Nationalmannschaft. Mit der Mannschaft nahm er im Mai 2017 an der Europameisterschaft in Ungarn teil, bei der in allen drei Gruppenspielen zum Einsatz kam. Ab September 2017 war er in den folgenden zwei Jahren in der U19 aktiv und kam dabei auf sieben Spiele.